# Bagarmossen (tunnelbanestation)
Bagarmossen är en station inom Stockholms tunnelbana i stadsdelen Bagarmossen i Söderort inom Stockholms kommun. Stationen ligger på T-bana 17 (gröna linjen) mellan stationerna Skarpnäck och Kärrtorp. Avståndet från station Slussen är 6,6 kilometer.

## Historik
Den ursprungliga stationen invigdes 18 november 1958. Premiärtåget, skyltat "invigningståg", avgick klockan 13.28 från Bagarmossens station med 320 inbjudna, med borgarråden Helge Berglund och Erik Huss i spetsen. Dagen efter, onsdagen den 19 november 1958, klockan fem på morgonen öppnades banan till Bagarmossen för trafik. Den första stationen i Bagarmossen låg på en annan plats än den nuvarande; den låg utmed och söder om Lagavägen och Lagaplan, och hade en plattform utomhus i marknivå. Stationen var ändstation för linje 17 fram till 8 juli 1994. 
Redan från början planerades en förlängning av tunnelbanegrenen i ytläge ända fram till Bollmora (se Tunnelbaneplan för Stockholm 1965). I Bagarmossens stadsplan avsattes därför ett reservat i form av ett grönområde, som dock aldrig nyttjades för tunnelbanan. Bagarmossens gamla station blev den första (och hittills enda) stationen i Stockholms tunnelbana som blev nedlagd. På platsen för stationen och det tidigare reservatet har det byggts bostadshus.
Den nya stationen invigdes 15 augusti 1994 med anledning av förlängningen av tunnelbanan till Skarpnäck, och ligger i bergrum 19 meter under marken. Stationen är byggd i en ljusgrå grundton och har 114 genomlysta glasskivor samt konstnärlig utsmyckning av Gert Marcus.

## Bilder

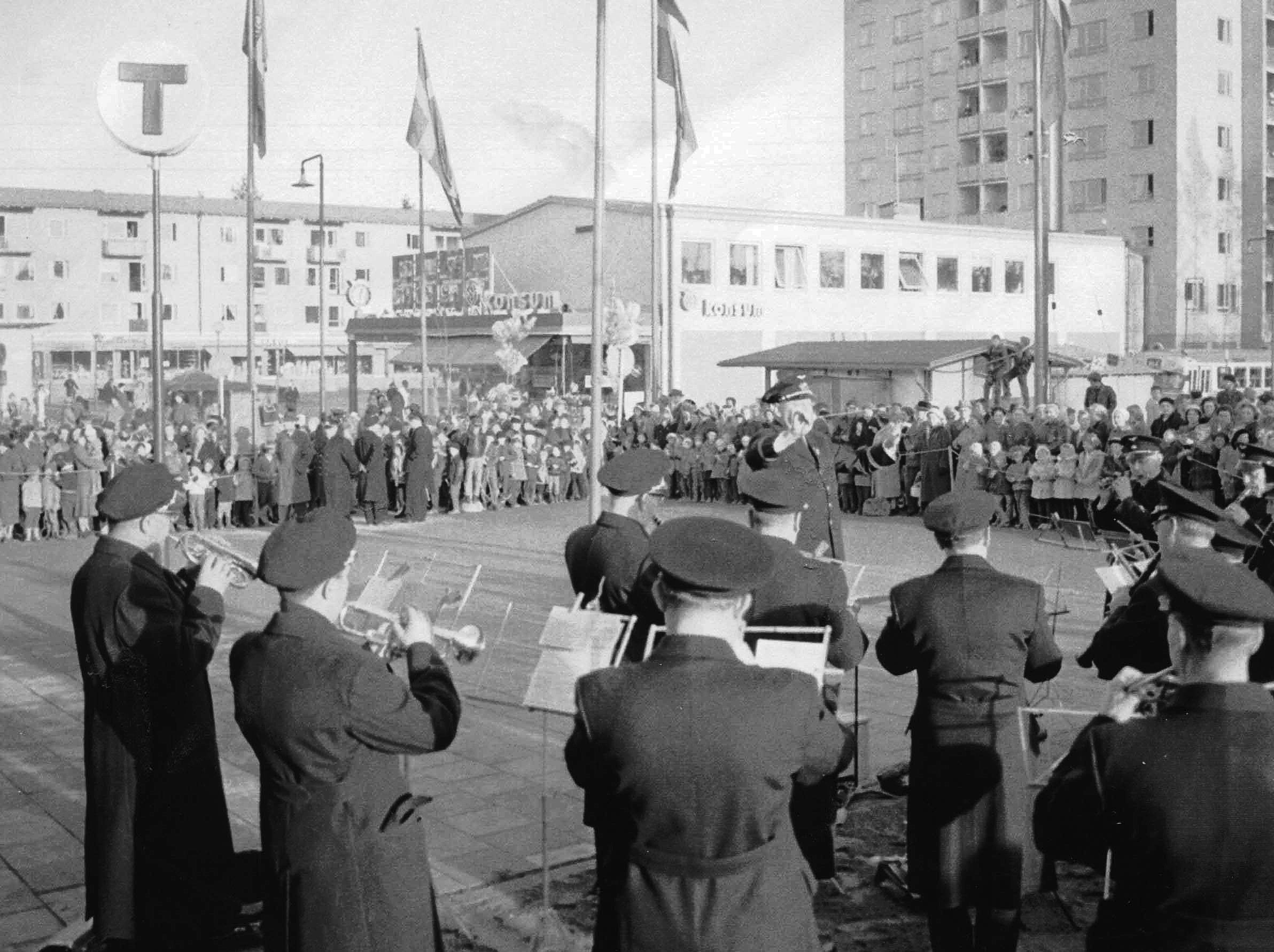
Invigningen 18 november 1958.
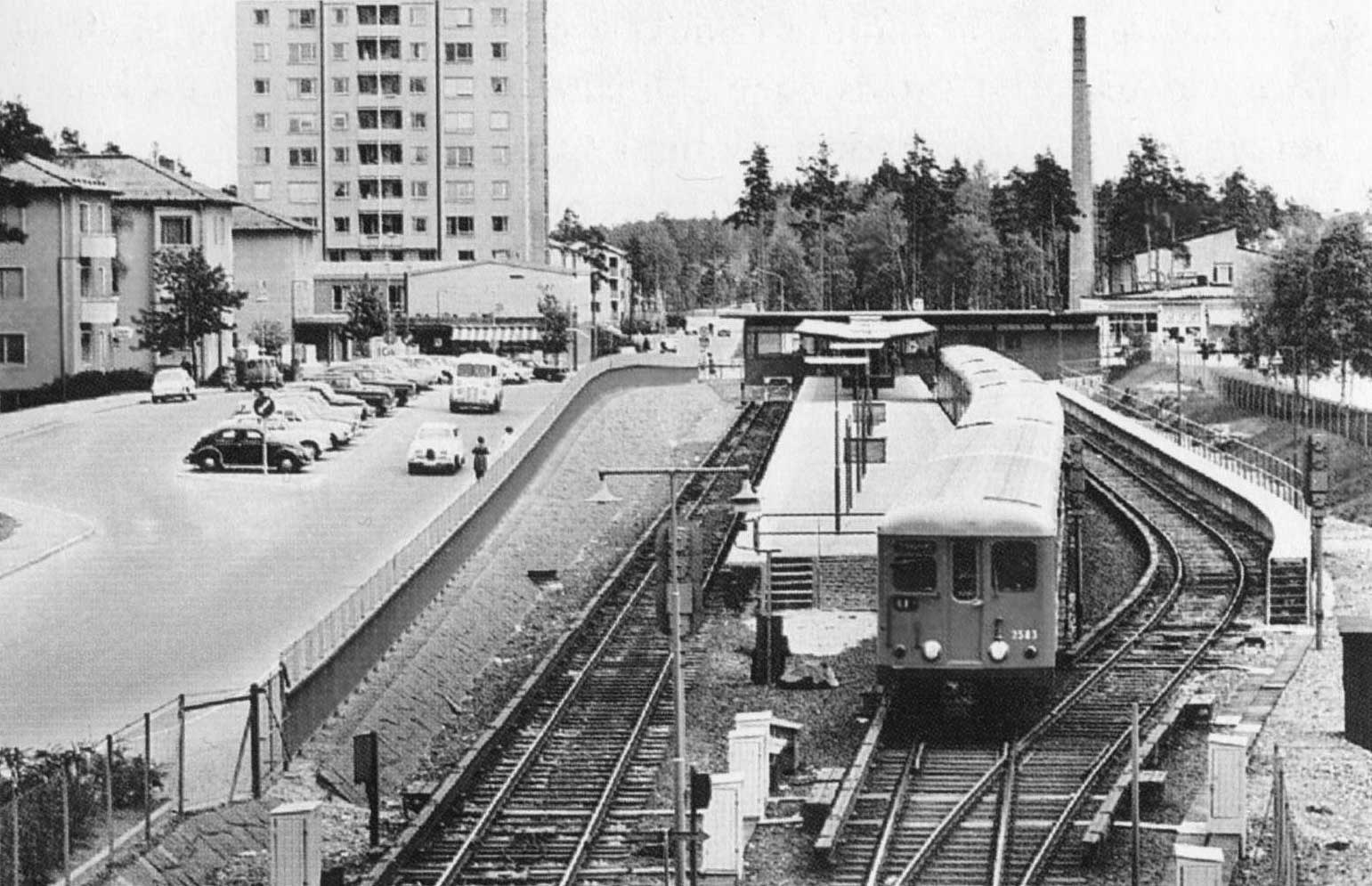
Den tidigare stationen runt 1960.
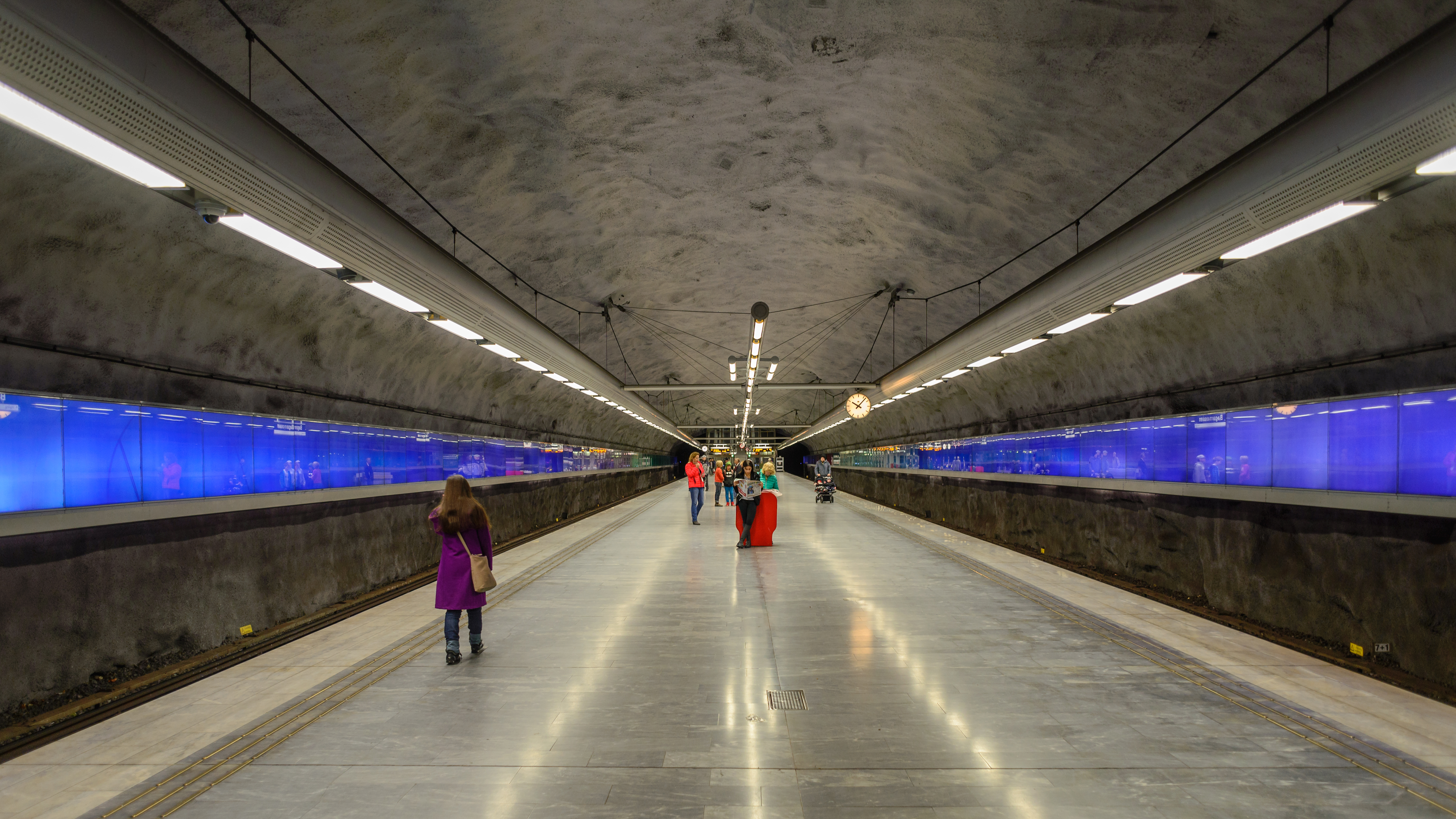
Nuvarande station, perrongen, 2014.
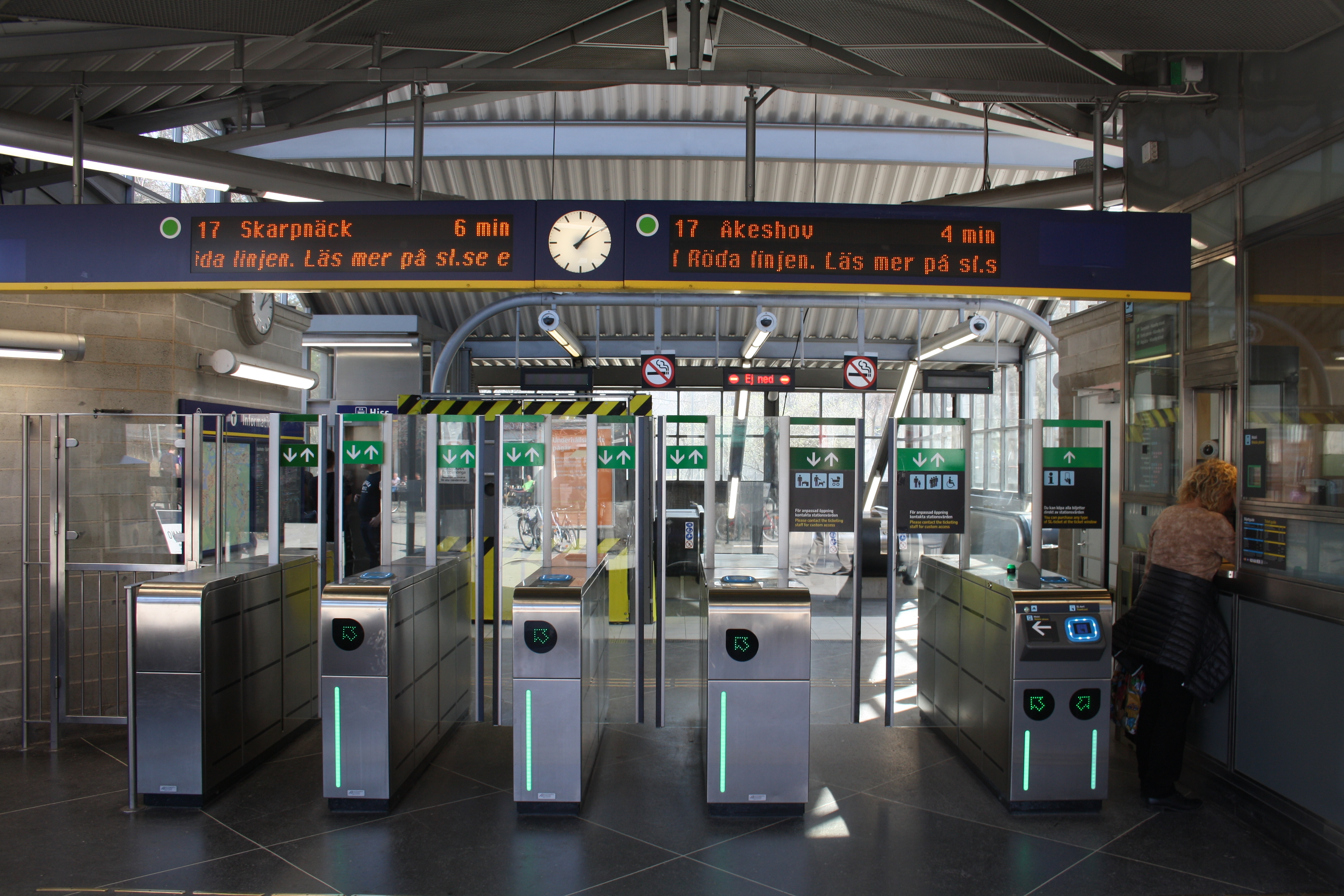
Biljetthallen, 2019
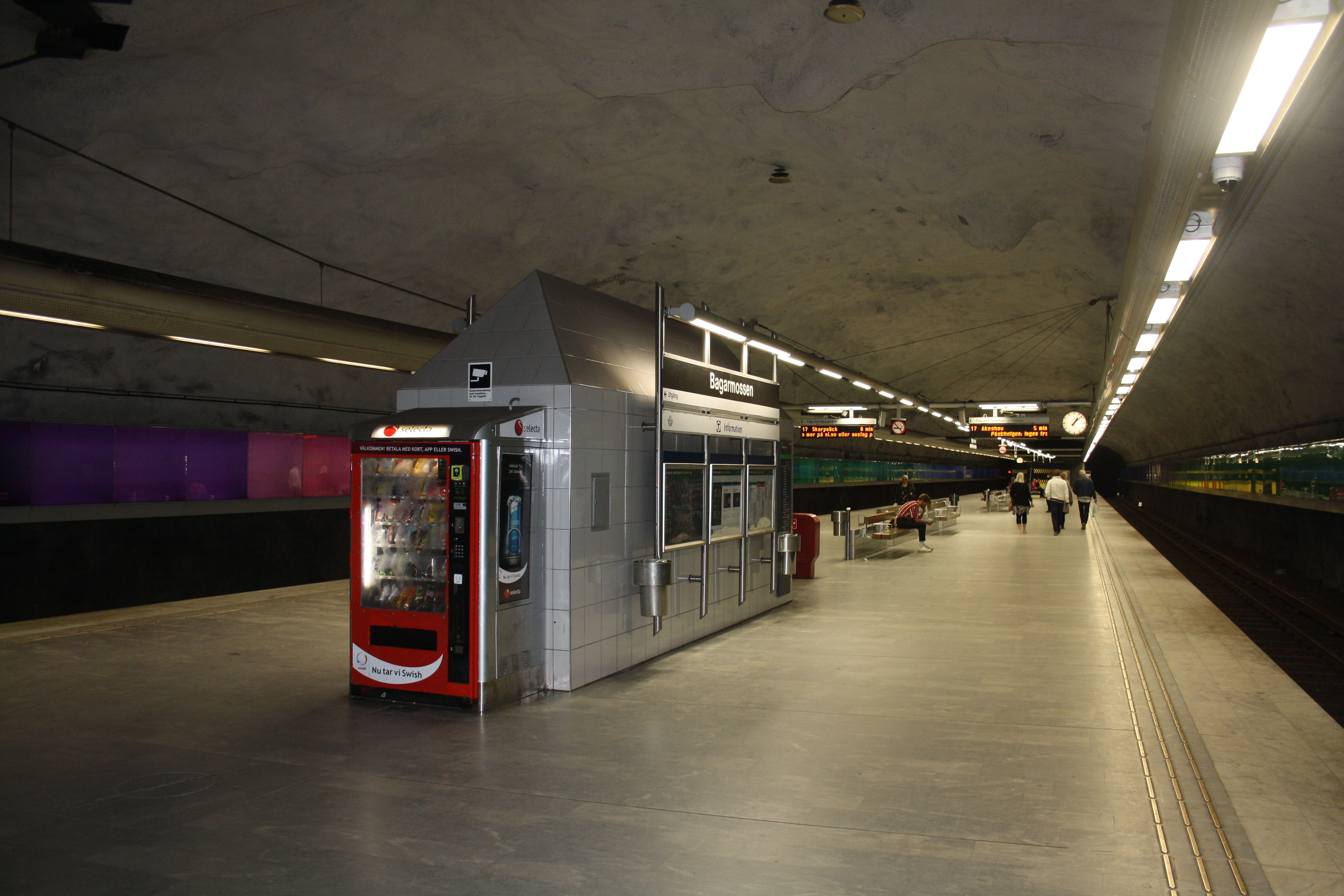
Perrongen, 2019
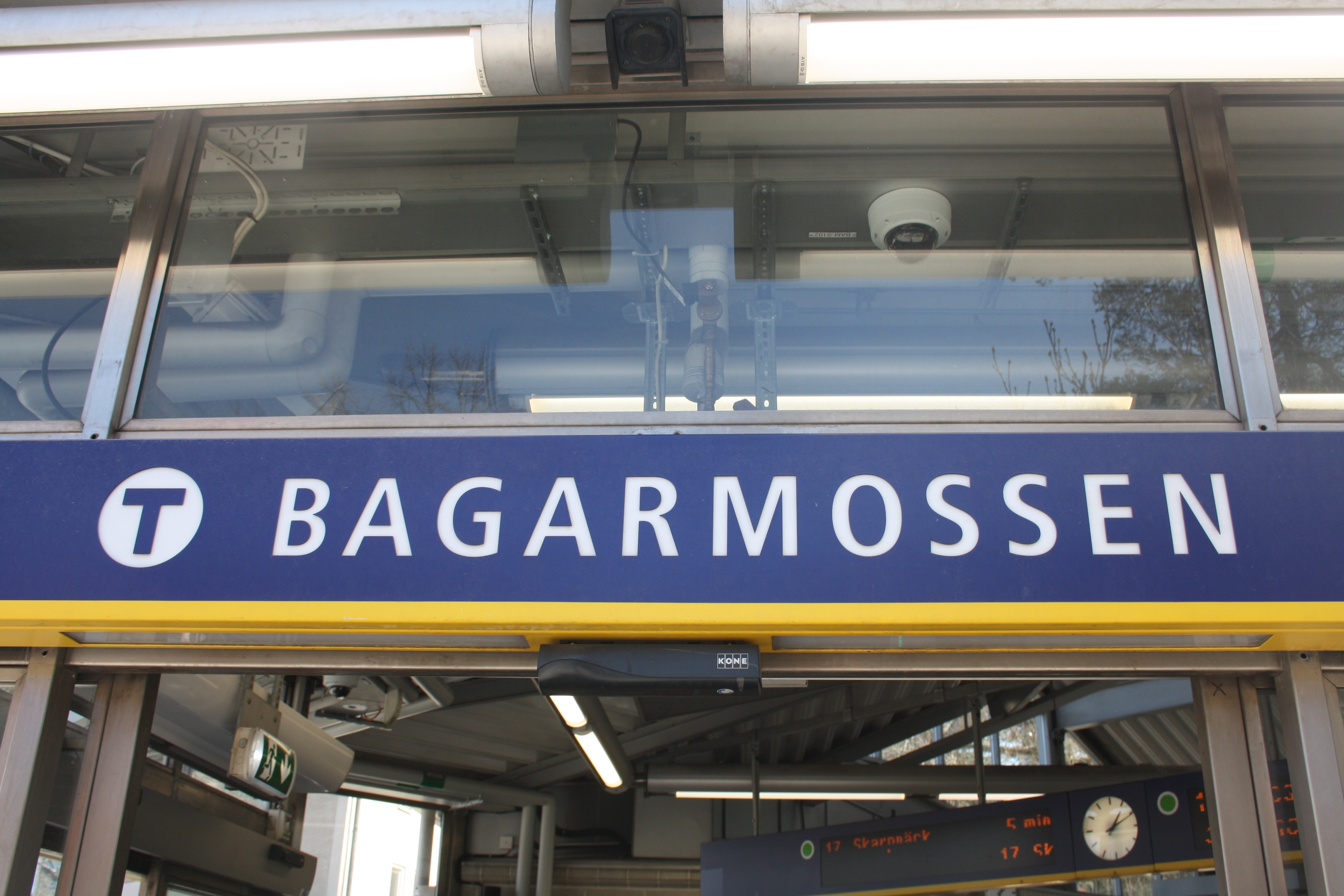
Stationsskylt, 2019
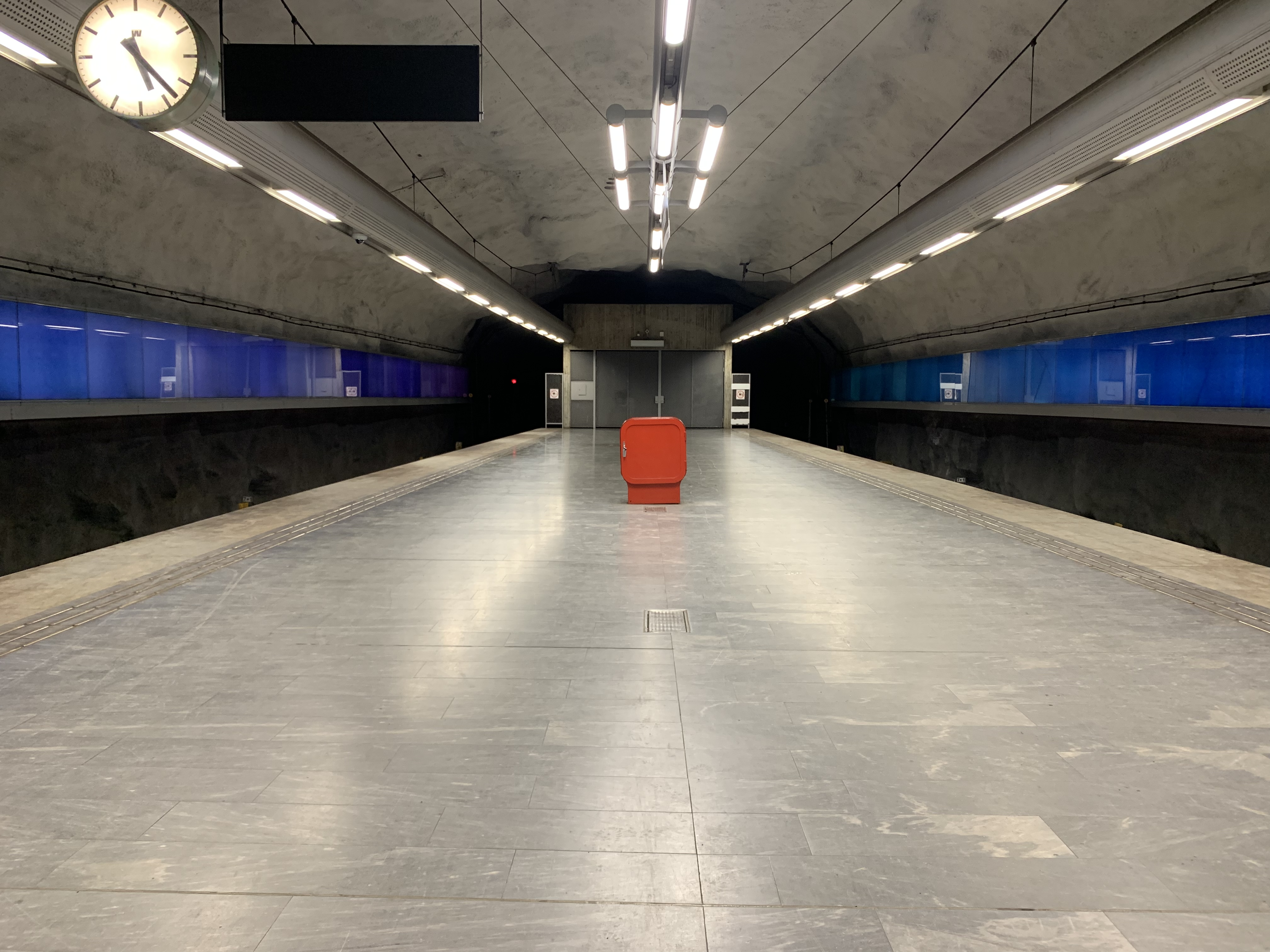
Sydöstra änden av plattformen, 2022